# Rebecca Jones
Pour les articles homonymes, voir Jones.
Rebecca Jones, de son nom complet Rebecca Anne Jones Fuentes Berain, née à Mexico (Mexique) le 21 mai 1957 et morte dans cette ville le 22 mars 2023,, est une actrice mexicaine.

## Filmographie partielle

### Au cinéma
- 1984 : Gringo mojado : Lupita Blanco
- 1986 : Separate Vacations : fille n° 2 à la piscine
- 1989 : Polvo de luz
- 1994 : Guerrero negro
- 1994 : Amorosos fantasmas : Muchacha cola de caballo
- 1994 : Días de combate : Muchacha Cola de Caballo
- 2003 : El misterio del Trinidad : Isabel Aguirre
- 2006 : Alta infidelidad : Roxana
- 2008 : Voy a explotar : Eva
- 2012 : La Cama : Emilia
- 2013 : Tercera Llamada : Amanda
- 2022 : Enfermo Amor : Mamá Celia
- 2023 : Nada Que Ver : Carolina

### À la télévision
- 1982 : El amor nunca muere : Mary Ann
- 1986-1987 : Cuna de lobos : Vilma De la Fuente de Lario
- 1994-1995 : Imperio de cristal : Sofía Vidal
- 2010-2011 : Para volver a amar : Antonia Palacios
- 2013 : Pasión prohibida : Flavia Santillana  (série télévisée, 106 épisodes)
- 2014 :  Sr. Ávila : Docteur Mola (série télévisée, 9 épisodes)
- 2014 : Señora Acero : Enriqueta Sabido (série télévisée, 28 épisodes)
- 2015 : Que te perdone Dios : Renata Flores del Ángel de López Guerra  (série télévisée, 119 épisodes)
- 2016-2017 : La Doña : Yesenia Sandoval (série télévisée, 103 épisodes)
- 2017 : Las Malcriadas : Catalina Basurto vda. de Lafayette (série télévisée, 43 épisodes)
- 2019 :  Doña Flor y sus dos maridos : Margarita Canúl (série télévisée, 70 épisodes)
- 2020 :  La casa de las flores : Victoria Aguirre Joven (série télévisée, 9 épisodes)
- 2021 :  Te acuerdas de mí : Antonia Solís (série télévisée, 12 épisodes)
- 2022 :  Qui a tué Sara ? : Frida (série télévisée, 6 épisodes)
- 2022 : Cabo : Lucía de Noriega (série télévisée, 38 épisodes)

## Théâtre
- El coleccionista (1983)
- La visita de la bestia (1984)
- Casémonos juntos (1985)
- Luv, víctimas de amor (1986)
- Tengamos el sexo en paz (es) (1987)
- Drácula (1997)
- Cómo aprendí a manejar (1999)
- Rosa de dos aromas (2000)
- Defensa de dama (2002)
- Retrato de la artista desempleada (2003)
- Pareja abierta (2008)
- Entre mujeres (2009)
- Filomena Marturano (es) (2011)
- El curioso incidente del perro a medianoche (Le Bizarre Incident du chien pendant la nuit, 2014)
- Burundanga (2015)
- Por verte, una vez más (2016)[3]